# Autoestradas do Atlântico
A Autoestradas do Atlântico é uma operadora de infra-estruturas de transporte em Portugal, fundada em dezembro de 1998. É concessionária de várias autoestradas portuguesas da sub-região do Oeste, como a autoestrada A8 entre Lisboa e Leiria e a A15 entre Santarém e as Caldas da Rainha, tendo uma rede de 170 km.